# Isinda (Pisidien)
Isinda (griechisch Ἴσινδα) war eine antike Stadt in der kleinasiatischen Landschaft Pisidien. Sie lässt sich lokalisieren beim heutigen Dorf Kişla nahe Korkuteli in der Türkei in der Nähe des antiken Termessos.
Sie prägte in antiker Zeit eigene Münzen.

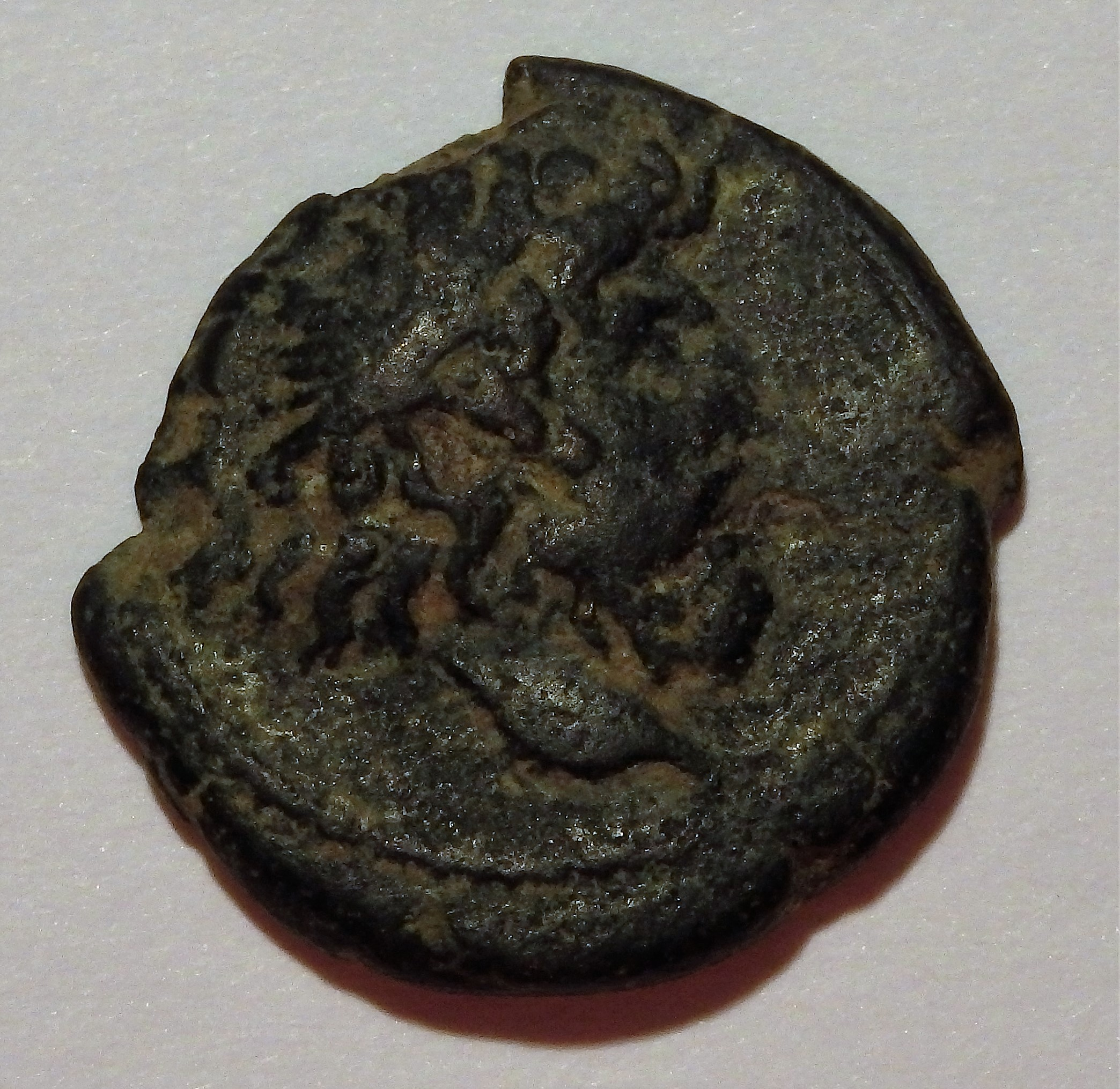
Bronzemünze Isinda, Zeuskopf, 1. Jh. v. Chr.

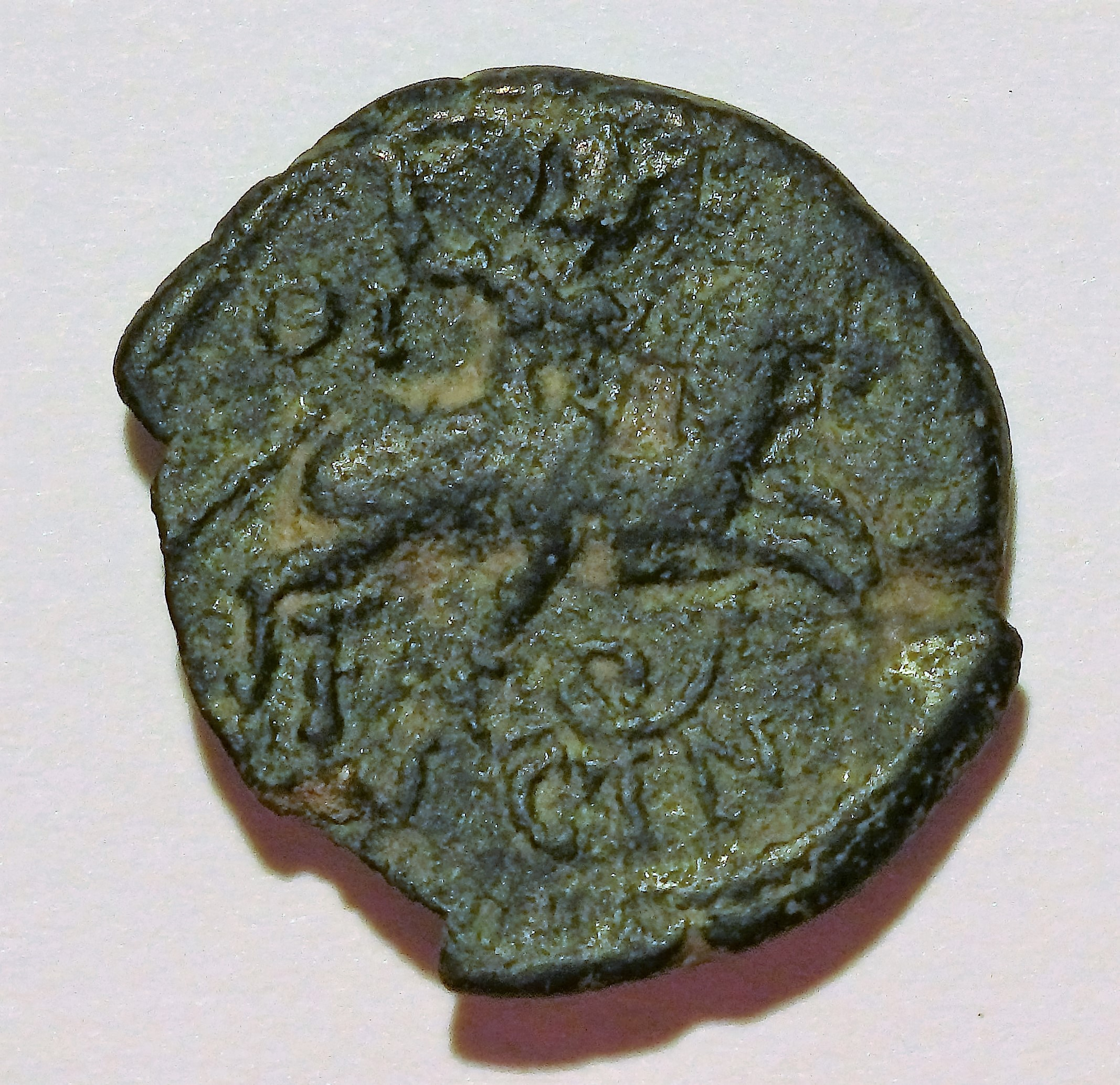
Rückseite: reitender Krieger mit Speer

Die Stadt lag an einer wichtigen Straße von Pamphylien nach Karien. 189 v. Chr. baten die Einwohner von Isinda den römischen Feldherrn Gnaeus Manlius Vulso um Hilfe, als sie von Termessos belagert wurden. Isinda wird auch bei Strabon erwähnt. Es gibt nur wenige archäologische Überreste der Stadt.
Auf ein spätantikes Bistum geht das Titularbistum Isinda der römisch-katholischen Kirche zurück.